# Clinocloro
Il clinocloro (simbolo IMA: Clc) è un minerale molto comune del gruppo della clorite appartenente alla classe minerale dei "silicati e germanati" con composizione chimica (Mg,Fe2+,Al)3[(OH)2|AlSi3O10] • (Mg,Fe2+,Al)3(OH)6.
Strutturalmente appartiene ai fillosilicati.

## Etimologia e storia
Il clinocloro fu trovato e descritto per la prima volta nel 1851 a West Chester, in Pennsylvania, da William Phipps Blake che chiamò il minerale in questo modo dal greco κλινειν ('klinein', inclinare), in allusione agli assi ottici inclinati, e dal greco χλωρο ('chloros', verde, il suo colore tipico). Il clinocloro è stato originariamente chiamato clorite nel 1789 da Abraham Gottlob Werner sempre a causa del colore verde.

## Classificazione
Nella nona edizione della sistematica dei minerali di Strunz il clinocloro è elencato nella classe "9. Silicati (germanati)" e da lì nella sottoclasse "9.E Fillosilicati"; questa è ulteriormente suddivisa in base alla struttura del minerale in modo tale che il clinocloro possa essere trovato insieme a baileycloro, borocookeite, franklinfurnaceite, glagolevite, nimite, chamosite, cookeite, donbassite, gonyerite, pennantite e sudoite, con le quali forma il sistema nº 9.EC.55.
Tale classificazione viene mantenuta anche nell'edizione successiva, proseguita dal database "mindat.org", chiamata anche Classificazione Strunz-mindat.
Anche la classificazione dei minerali secondo Dana, usata principalmente nel mondo anglosassone, elenca il clinocloro nella classe dei "fillosilicati" e nel gruppo dei "fillosilicati: fogli di anelli a sei membri intercalati 1:1, 2:1 e ottaedri", dove forma il sistema nº 71.4.1 insieme a donbassite, cookeite, sudoite, nimite, baileycloro, chamosite, pennantite, ortochamosite e borocookeite.

## Abito cristallino
Il clinocloro cristallizza nel sistema monoclino nel gruppo spaziale C2/m (gruppo nº 12) con i parametri reticolari a = 5,35 Å, b = 9,27 Å, c = 14,27 Å e β = 96,3° oltre a 2 unità di formula per cella unitaria.

## Proprietà
Il clinocloro puro è incolore, ma può assumere colori diversi a causa di miscele estranee. Una colorazione da bianco-verdastra a nero-verde è predominante, ma sono state trovate anche varietà di colore bianco, grigio, marrone, giallastro e rosso-violaceo. I cristalli sono da trasparenti a traslucidi e mostrano lucentezza vitrea sulle superfici, ma da perlacea a serica sulle superfici di frattura o nel caso di struttura fibrosa. La sua durezza Mohs è compresa tra 2 e 2,5 e ha densità compresa tra 2,55 e 2,75 g/cm³.

## Modificazioni e varietà
Sono note diverse varietà di clinocloro:

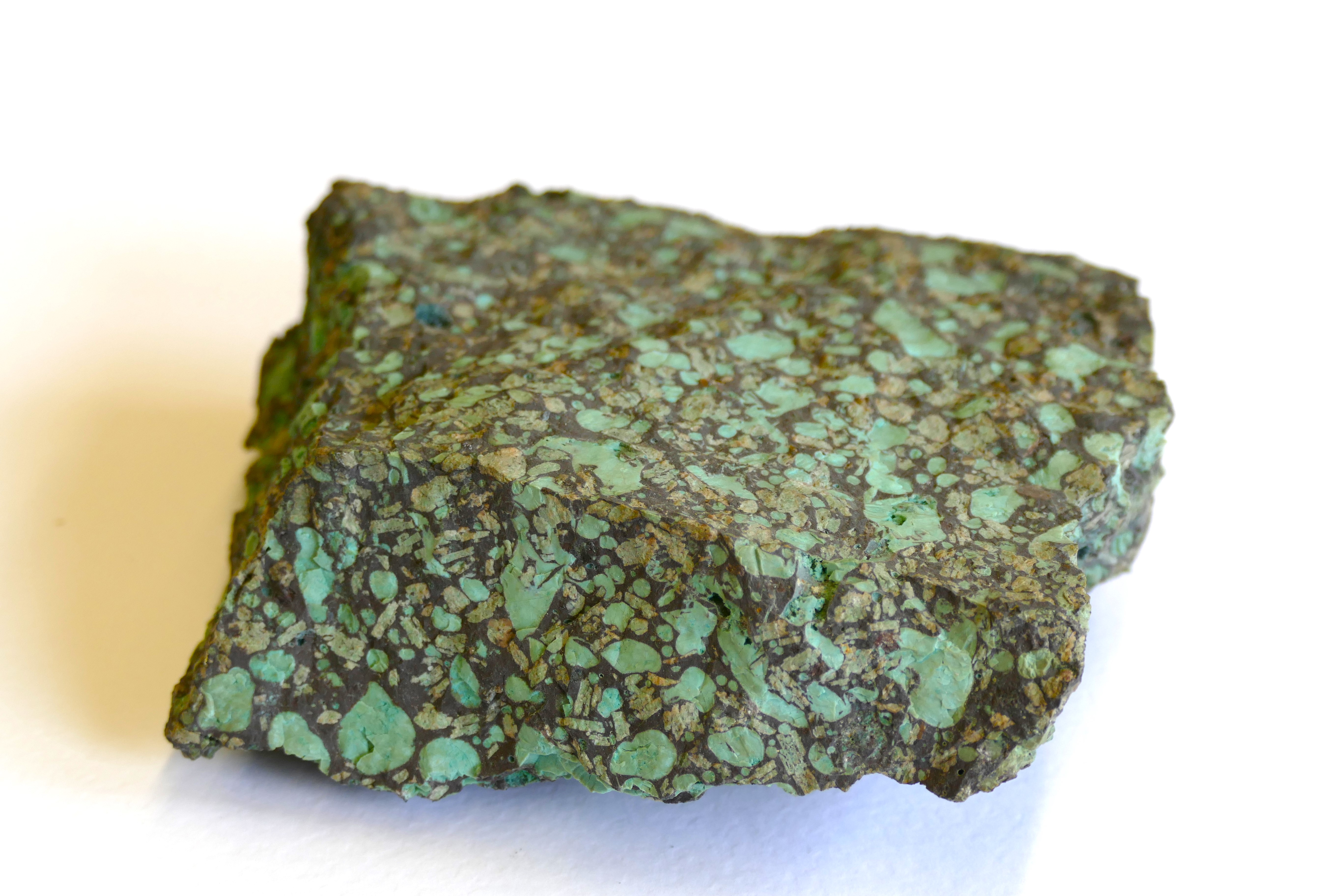
Delessite proveniente dal Cile

- la delessite ((Mg,Fe,Fe,Al)(Si,Al)4O10(O,OH)8) chiamata in questo modo da Karl Friedrich Naumann nel 1850 in onore di Achille-Joseph Delesse (1817 Metz, Francia – 24 marzo 1881 Parigi), mineralogista e geologo dell'Università della Sorbona e, in seguito, dell'École nationale supérieure des mines de Paris; è una varietà di clinocloro ricca di ferro.[10]
- la diabantite ((Mg,Fe,Al)6((Si,Al)4O10)(OH)8) è una varietà ricca di silicio e di ferro bivalente.[11]
- la kämmererite è una varietà di clinocloro contenente cromo che è ambita dai collezionisti per il suo colore rosso fiore di pesco radioso, e prende il nome dal direttore della miniera tedesca di San Pietroburgo, August Alexander Kämmerer. La sua composizione chimica è (Mg,Fe)5Al2Si3O10(OH)8 • Cr

Altri sinonimi per le varietà di clinocloro contenenti cromo sono cromoclorite, rodocromite e rodofillite.

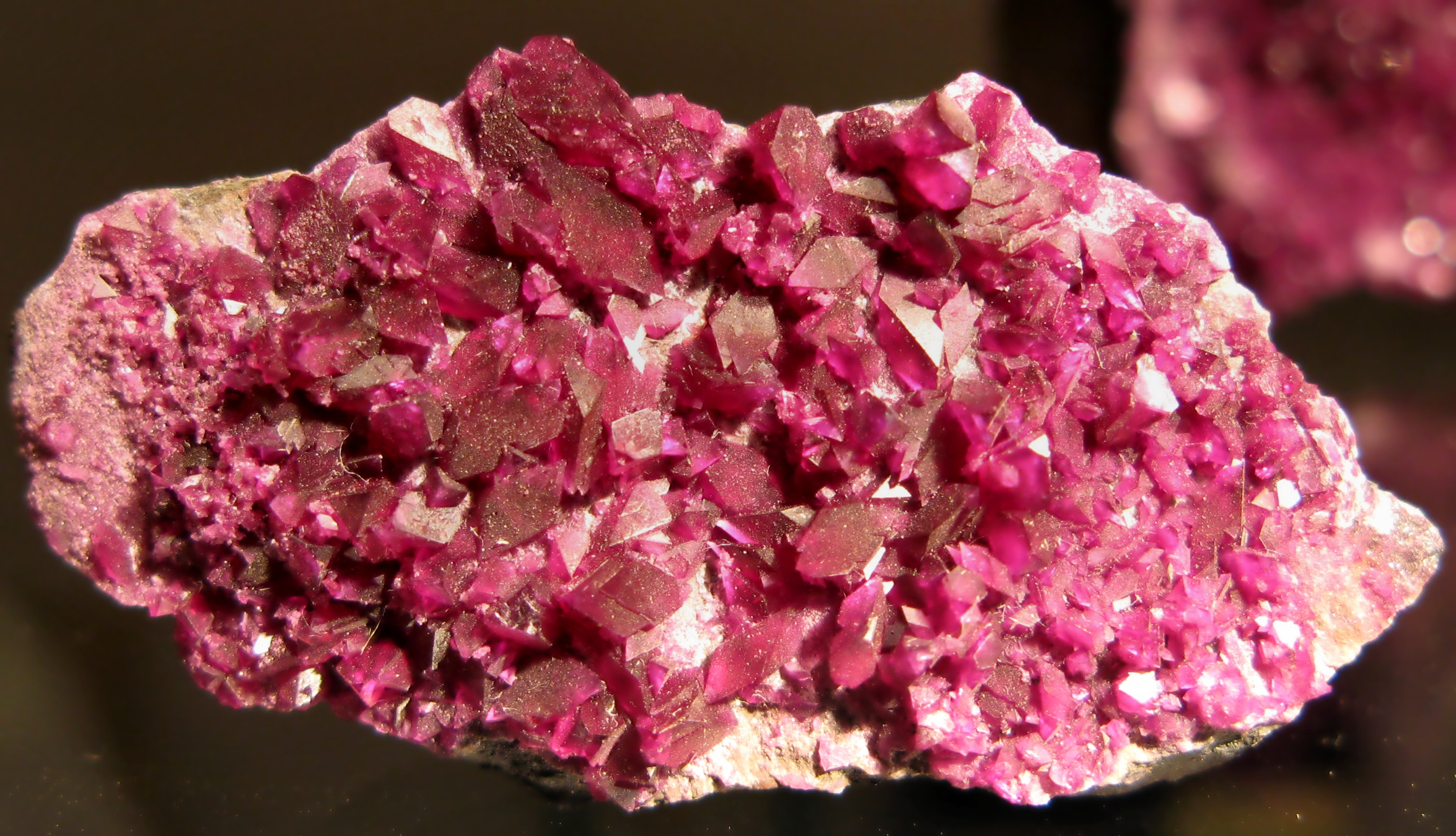
Kämmererite proveniente da Erzurum, Turchia
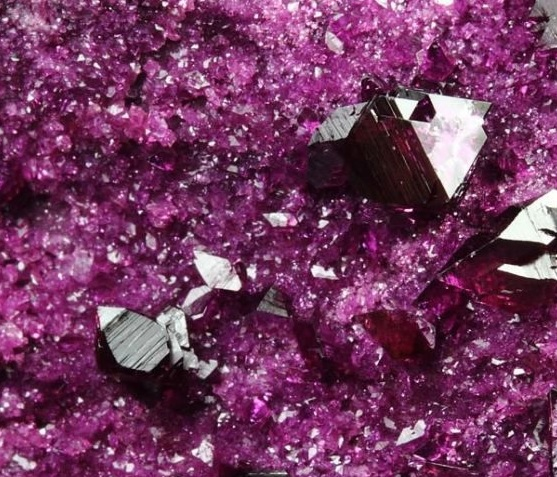
Kammererite -Turchia
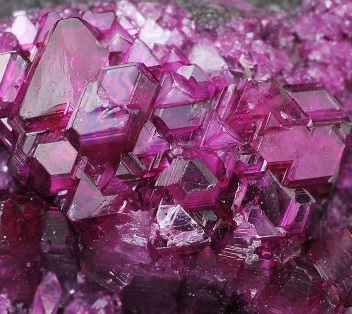
Kammererite - Russia

- la leuchtenbergite (Mg5Al(AlSi3O10)(OH)8) si riferisce a una varietà di clinocloro quasi priva di ferro e che di solito contiene un pochino di ferro a sostituire il magnesio.[13]
- la pennina (Mg5Al(AlSi3O10)(OH)8) è una variante di colore nero-verde dovuta all'arricchimento di magnesio con struttura pseudo-trigonale.[14]
- la sheridanite ((Mg,Al,Fe)6(Si,Al)4O10(OH)8) è una varietà di clinocloro ricca di alluminio, ricca di silicio e povera di ferro.[15]

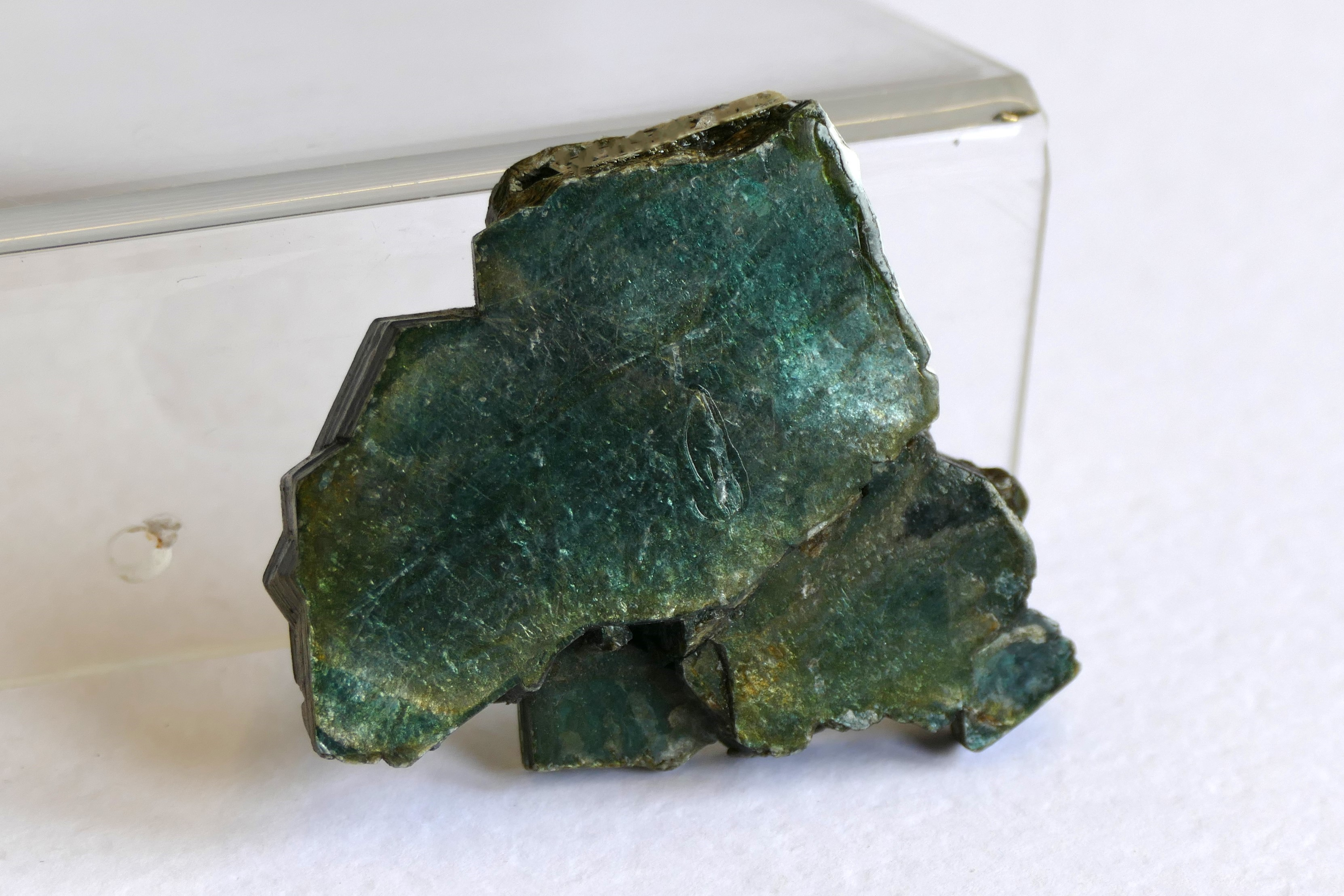
Esemplare di pennina proveniente dall'Austria
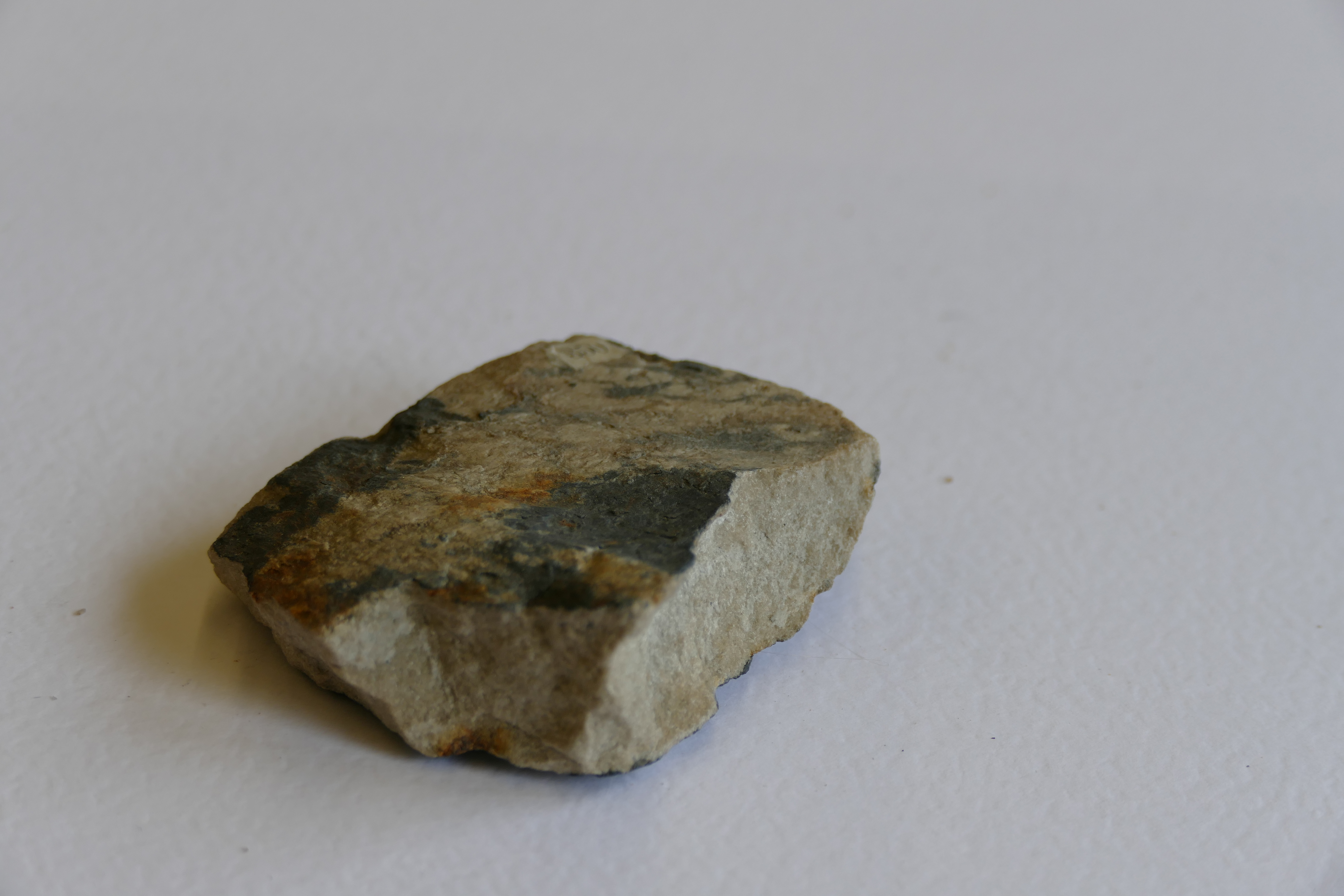
Sheridanite proveniente da Lassing, Austria

- la maufite, che prende il nome da H.B. Maufe, direttore del "Southern Rhodesia Geological Survey",[16] è una miscela di clinocloro e lizardite negli strati alternati più fini.[17]

## Origine e giacitura
Il clinocloro è un minerale essenziale di molti cloritoscisti e talcoscisti. È anche presente in forme di lamelle in litoclasi di varie metamorfiti.
Il clinocloro viene prodotto da alterazioni idrotermali di anfiboli, pirosseni, biotite; si trova in scisti, serpentiniti, marmi, rocce calco-silicate, anfiboliti, meno comunemente in rocce ultramafiche, ma anche come componente detritico di sedimenti. I minerali di accompagnamento sono serpentine, calcite, dolomite, actinolite, biotite, olivina, plagioclasio, talco, cromite e uvarovite.
Il clinocloro è un minerale molto comune, quindi i siti di ritrovamento sono numerosissimi. Solo per citarne alcuni, oltre alla sua località tipo, West Chester in Pennsylvania, il clinocloro è stato trovato in molti altri siti degli Stati Uniti come le contee di Bristol, Providence, Saluda e Piute.
In Italia il clinocloro è stato rinvenuto in molti luoghi, tra cui Pescosansonesco (Abruzzo), Gressoney-La-Trinité e Cogne (Val d'Aosta), Pavullo nel Frignano (Emilia-Romagna), Lanzada e Cuasso al Monte (Lombardia), Gadoni e La Maddalena (Sardegna), Tiriolo e Cassano all'Ionio (Calabria).
Altre località sono sparse in tutto il mondo come la regione di Worodougou in Costa d'Avorio, le prefetture di Akita, Fukuoka e Ibaraki (Giappone), Le Hocq (Baliato di Jersey) oltre alle contee di Agder, Akershus e Møre og Romsdal (Norvegia).

## Forma in cui si presenta in natura
Il clinocloro si presenta in stati di aggregazione a rosetta, granulari oppure massivi o compatti. Il colore varia, a seconda dei campioni, da verde nerastro, verde bluastro, bianco, verde giallastro e verde oliva, mentre il colore del suo striscio è bianco.